# イーアソス
イーアソス（古希: Ἴασος, Īasos）あるいはイーアシオス（古希: Ἰάσιος, Īasios）は、ギリシア神話の人物である。長音を省略してイアソス、イアシオスとも表記される。主に、
- ダクテュロスの1人
- アルゴスの子
- アムピーオーンの父
- リュクールゴスの子
- エレウテールの子
- スペーロスの子

のほか数名が知られる。以下に説明する。

## ダクテュロスの1人
このイーアソスは、クレーテー島のイーダー山の精霊ダクテュロスあるいはクーレースの1人。パウサニアースによると他はヘーラクレース（英雄のヘーラクレースとは別）、パイオーナイオス、エピメーデース、イーダース。彼らはレアーの命で幼児ゼウスを守った。オリュムピアのゼウス神殿には彼らの祭壇が設けてあった。

## アルゴスの子
このイーアソスは、アルゴリス地方の都市アルゴスを創建した王アルゴスと、河神アーソーポスの娘イスメーネーの子。ゼウスに愛されたイーオーの父。ただしアルゴス王家の系譜は多くの異説がある。パウサニアースによると、イーアソスはアルゴスの孫トリオパースの子で、アゲーノールと兄弟であり、イーオーの父であるという。ヒュギーヌスの系譜ではトリオパースやアゲーノールの名前は現れるが、イーアソスの名はなく、イーオーはイーナコスの娘としている。

## アムピーオーンの父
このイーアソスは、ボイオーティア地方の都市オルコメノスの王である。ミニュアースの娘ペルセポネーの子。アムピーオーンの父であり、ピュロス王ネーレウスと結婚したクローリスの祖父。後代の伝承では、アムピーオーンは竪琴の名手として知られるテーバイの王であり、アンティオペーとゼウスの子で、ゼートスと双子の兄弟とされる。

## リュクールゴスの子
このイーアソスは、アルカディアー地方の王リュクールゴスとクレオピューレー、あるいはエウリュノメーとの子で、アンカイオス、エポコス、アムピダマースと兄弟。オルコメノス王ミニュアースの娘クリュメネーと結婚し、女狩人として名高いアタランテーをもうけた。アタランテーは従兄弟にあたるアムピダマースの子メラニオーン、軍神アレース、あるいはメレアグロスとの間に、パルテノパイオスをもうけた。

## エレウテールの子
このイーアソスは、アポローンとポセイドーンの娘アイトゥーサの子エレウテールの子で、カイレシレオースの父、ポイマンドロスの祖父。ポイマンドロスはボイオーティア地方の都市タナグラの創建者。

## スペーロスの子
このイーアソスは、アテーナイ人ブーコロスの子スペーロスの子。メネステウスの部下としてトロイア戦争で戦ったが、アポローンがアイギスを用いてギリシア軍を敗走させた際に、メドーンとともにアイネイアースによって討たれた。

## その他の人物
- トロイアの祖ダルダノスの兄弟イーアシオーンのこと[22]。
- オリュムピア競技祭での騎馬競走の勝利者。アルカディアー地方の出身[9][10]。
- キュージコス近郊のネーペイア平原の名祖となった女性ネーペイアの父[23]。
- 正体を隠したオデュッセウスの身の上話に登場するキュプロス島の王。ドメートールの父[3]。
- トロイア人。アイネイアースの部下パリヌールス[24]、イアーピュクスの父[25]。